# فهرست رهبران حماس
رئیس دفتر سیاسی حماس (عربی: رئیس المکتب السیاسی لحرکة حماس) که از سال ۱۹۸۷ تا ۲۰۰۴، به عنوان رئیس مجلس شورای حماس نیز شناخته می‌شد (عربی: رئیس مجلس شوری حرکة حماس)، رهبر کلی و بالفعل حماس، سازمان سیاسی و نظامی اسلامگرای سنی فلسطینی است که از سال ۲۰۰۷ بر بیشتر نوار غزه حکومت می‌کند.
رئیس دفتر سیاسی حماس، بر این سازمان و اجزای مختلف آن نظارت دارد، در حالی که عملیات‌های نظامی به‌طور جداگانه توسط فرماندهان نظامی مدیریت می‌شود. این رئیس، به عنوان چهره‌ای از جانب حماس در جریان انتخابات فلسطین عمل می‌کند و رهبر مرکزی مقاومت در برابر اشغالگری اسرائیل است. علاوه بر این، او نقش مهمی در روابط خارجی، رهبری مذاکرات با مقامات اسرائیلی در مورد فرآیندهای صلح، تقویت آشتی با فتح و تقویت روابط با سایر کشورهای خاورمیانه را ایفا می‌کند.

## تاریخچه
احمد یاسین، بنیان‌گذار حماس، نخستین رئیس مجلس شورای حماس و رهبر بالفعل حماس از دسامبر ۱۹۸۷ تا مارس ۲۰۰۴ بود. پس از ترور وی، معاون او، عبدالعزیز رنتیسی، تنها ۱۵ روز، قبل از ترور توسط اسرائیل، مسئولیت را بر عهده گرفت.
سپس خالد مشعل، ریاست دفتر سیاسی و رهبری حماس را بر عهده گرفت و از آوریل ۲۰۰۴، به عنوان رهبر کلی و بالفعل حماس اعلام شد. اگرچه او از سال ۱۹۹۶، این سمت را بر عهده داشت، اما از آنجایی که رئیس مجلس شورای حماس در آن زمان، به عنوان رهبر بالفعل، تلقی می‌شد، رهبر کلی حماس نبود. حماس در ژانویه ۱۹۹۷، موسی ابومرزوق، رئیس دفتر سیاسی قبلی را به عنوان معاون رئیس دفتر سیاسی حماس انتخاب کرد.
در مه ۲۰۱۷، اسماعیل هنیه، از سوی مجلس شورای حماس به عنوان رئیس دفتر سیاسی حماس انتخاب شد. حماس همچنین صالح العاروری را به عنوان معاون رئیس دفتر سیاسی حماس انتخاب کرد. با این حال، العاروری در ژانویه ۲۰۲۴، در حمله اسرائیل، ترور شد. شش ماه بعد، هنیه هنگام شرکت در مراسم تحلیف رئیس‌جمهور ایران، مسعود پزشکیان، در تهران، ترور شد.
در ۱ اوت ۲۰۲۴، خالد مشعل، رئیس سابق دفتر سیاسی حماس، انتظار می‌رفت که دوباره رهبری حماس را بر عهده بگیرد. در ۵ اوت ۲۰۲۴، محمد اسماعیل درویش به عنوان رئیس بعدی دفتر سیاسی حماس، مطرح شد. او پیش از این، از اکتبر ۲۰۲۳ به عنوان رئیس مجلس شورای حماس فعالیت می‌کرد و پس از کشته شدن اسامه مزینی در ۱۶ اکتبر ۲۰۲۳ در حمله اسرائیل، جانشین او شد. با این حال، در ۶ اوت ۲۰۲۴، یحیی سنوار، پس از شش روز از ترور رئیس قبلی خود، اسماعیل هنیه، رسماً به عنوان رئیس بعدی دفتر سیاسی و رهبر بالفعل حماس منصوب شد. خلیل الحیه در ۷ اوت ۲۰۲۴ نیز به عنوان معاون رئیس دفتر سیاسی حماس انتخاب شد. الحیه، پیش از این، معاون رئیس حکومت حماس در نوار غزه بود.

## ساختار سازمان و گزینش
حماس، وارث یک سازمان سه جانبه خدمات اجتماعی، آموزش دینی و عملیات نظامی بود که توسط مجلس شورا نظارت می‌شد و قبلاً چهار نقش مختلف داشت:
- سرویس امنیتی
- بخش نظامی برای دستیابی به سلاح و انجام عملیات
- بخش نظام رفاه اجتماعی
- شاخه رسانه‌ای

حماس، هم در داخل کرانه باختری و نوار غزه و هم در خارج، توسط دو گروه، رهبری می‌شد: سازمان کویتی به رهبری خالد مشعل و گروه غزه به رهبری موسی ابومرزوق که ابتدا به دمشق و متعاقباً به مصر منتقل شد. پس از تصمیم خالد مشعل، رهبر وقت حماس، مبنی بر حمایت از خروج عراق از کویت و سرپیچی از تصمیم یاسر عرفات برای حمایت از صدام حسین در تهاجم، گروه کویتی تبعیدیان فلسطینی، شروع به دریافت پول قابل توجهی از کشورهای عربی خلیج فارس کردند. اسماعیل هنیه در مه ۲۰۱۷، توسط مجلس شورای حماس، به عنوان جانشین خالد مشعل، به عنوان رهبر حماس، انتخاب شد.
اقدامات عملیاتی سازمان، محرمانه و پنهان است و ساختار واقعی آن را نامشخص می‌سازد. اگرچه این موضوع، زیر سؤال رفته است، اما حماس، به‌طور رسمی ادعا می‌کند که بال‌های آن، برای اهداف سیاسی، خارجی و داخلی، متمایز و در عین حال، متحد هستند. شبکه گسترده خبرچین‌ها و عمق نظارت اطلاعاتی اسرائیل، چالش‌هایی را برای ارتباط بین شاخه‌های نظامی و سیاسی حماس ایجاد کرده است. به فرماندهان میدانی نیز اختیارات اختیاری بیشتری در مورد عملیات داده شده و جهت‌گیری سیاسی جناح شبه‌نظامی پس از ترور عبدالعزیز رنتیسی، تضعیف شده است.
مجلس شورای حماس، نهاد اصلی حاکم بر حماس است. این طرح از ایده قرآنی شورا یا مجلس مردمی، الگوبرداری شده که مقامات حماس ادعا می‌کنند، دموکراسی در چارچوب اسلام را مجاز می‌داند. شورای عمومی مشورتی که اعضای آن از میان گروه‌های شورای محلی انتخاب می‌شدند، با پیچیده‌تر شدن سازمان و افزایش فشار اسرائیل، جایگزین مجلس شورا شد. ۱۵ عضو دفتر سیاسی که در مورد مسائل حماس تصمیم‌گیری می‌کنند، توسط شورا انتخاب می‌شوند. نمایندگانی از زندانیان فلسطینی در اسرائیل، کرانه باختری، نوار غزه و رهبران مقیم خارج از کشور انتخاب می‌شوند. تا ژانویه ۲۰۱۲، دفتر سیاسی، در دمشق، مستقر بود. با این حال، به دلیل حمایت حماس از اپوزیسیون سوریه علیه بشار اسد در طول جنگ داخلی سوریه، این دفتر مجبور شد به قطر منتقل شود.

## اختیارات و وظایف
رئیس دفتر سیاسی حماس، بر حماس و تمامی اجزای آن حکومت می‌کند؛ با این حال، استثنایی در عملیات نظامی آن وجود دارد که فرماندهی مستقل خود را از بین فرماندهان نظامی دارد.
رئیس دفتر سیاسی، در همه انتخابات‌های فلسطین (انتخابات ریاست‌جمهوری و انتخابات مجلس) به عنوان رهبر حزب، محسوب می‌شود. او شخصیت محوری سازمان حماس علیه اشغالگری اسرائیل است؛ برخلاف حزب سیاسی مخالف آن‌ها، فتح که میانه‌رو است.
رئیس دفتر سیاسی نیز مذاکرات روابط خارجی حماس از جمله مذاکرات با مقامات دولت اسرائیل برای روند صلح، روند آشتی با فتح و تقویت روابط با سایر کشورهای خاورمیانه را رهبری می‌کند.

## اقامتگاه
محل اقامت رهبر حماس، در طول زمان، تغییر کرده است. در زمان آغاز به کار، در نوار غزه در فلسطین بود. به دلایل امنیتی پس از ترور رهبر دوم حماس، محل سکونت، از سال ۱۹۹۲ تا ۱۹۹۷، به امان، اردن تغییر یافت. پس از آن، به دلیل درگیری با پادشاه سابق اردن، به دمشق در سوریه از سال ۱۹۹۷ تا ۲۰۱۲، منتقل شد. پس از اینکه مقر آنها توسط دولت سوریه در میان حمایت آنها از اپوزیسیون سوریه در جنگ داخلی سوریه بسته شد، از سال ۲۰۱۲ تا ۲۰۲۴، به دوحه در قطر رفت. رئیس سابق منصوب شده، یحیی سنوار، رهبری حماس را از نوار غزه در فلسطین برعهده داشت؛ زیرا او نیز رئیس حکومت حماس در نوار غزه بود. سنوار، نخستین رئیس دفتر سیاسی ساکن در نوار غزه با وجود ادامه داشتن جنگ اسرائیل و حماس بود؛ درحالی‌که رئیس دفتر سیاسی حماس، به دلایل امنیتی، معمولاً در خارج از نوار غزه زندگی می‌کند.

## سرنوشت رهبران
بسیاری از رهبران حاکم بر حماس، در زمان رهبری خود، ترور شدند. بنیان‌گذار حماس، احمد یاسین، در مارس ۲۰۰۴ و جانشین او، عبدالعزیز رنتیسی، ۱۵ روز بعد، ترور شد. اسماعیل هنیه، چهارمین رهبر بالفعل حماس، در ژوئیه ۲۰۲۴، اندکی پس از شرکت در مراسم تحلیف مسعود پزشکیان، رئیس‌جمهور ایران، ترور و آخرین رهبر حماس، یحیی سنوار نیز در ۱۶ اکتبر ۲۰۲۴ در نوار غزه کشته شد. تنها خالد مشعل تا امروز ترور یا کشته نشده است.

## فهرست رهبران
این فهرست رهبران حماس از زمان تأسیس این سازمان در دسامبر ۱۹۸۷ است.
| شماره                | تصویر | نام (تولد–مرگ)                  | دوره رهبری                    | مدت             | معاون (دوره معاونت)                               |
| -------------------- | ----- | ------------------------------- | ----------------------------- | --------------- | ------------------------------------------------- |
| رئیس مجلس شورای حماس |       |                                 |                               |                 |                                                   |
| ۱                    |       | احمد یاسین X (۱۹۳۶–۲۰۰۴)        | ۱۰ دسامبر ۱۹۸۷ – ۲۲ مارس ۲۰۰۴ | ۱۶ سال، ۱۰۳ روز | عبدالعزیز رنتیسی (۱۹۸۷–۲۰۰۴)                      |
| ۲                    |       | عبدالعزیز رنتیسی X (۱۹۴۷–۲۰۰۴)  | ۲۲ مارس ۲۰۰۴ – ۱۷ آوریل ۲۰۰۴  | ۱۵ روز          | –                                                 |
| رئیس دفتر سیاسی حماس |       |                                 |                               |                 |                                                   |
| ۳                    |       | خالد مشعل (زاده ۱۹۵۶)           | ۱۷ آوریل ۲۰۰۴ – ۶ مه ۲۰۱۷     | ۱۳ سال، ۱۹ روز  | موسی ابومرزوق (۲۰۰۴–۲۰۱۳)اسماعیل هنیه (۲۰۱۳–۲۰۱۷) |
| ۴                    |       | اسماعیل هنیه X (۱۹۶۲/۱۹۶۳–۲۰۲۴) | ۶ مه ۲۰۱۷ – ۳۱ ژوئیه ۲۰۲۴     | ۷ سال، ۸۶ روز   | صالح العاروری X (۲۰۱۷–۲۰۲۴)                       |
| ۵                    |       | یحیی سنوار † (۱۹۶۲–۲۰۲۴)        | ۶ اوت ۲۰۲۴ – ۱۶ اکتبر ۲۰۲۴    | ۷۱ روز          | خلیل الحیه (۲۰۲۴–اکنون)                           |

## فهرست رئیس‌های مجلس شورا و رئیس‌های دفتر سیاسی حماس

### فهرست رئیس‌های مجلس شورا
این فهرست رئیس‌های مجلس شورای حماس از سال ۱۹۸۷ است.
| شماره | نام                | آغاز کار       | پایان کار     |
| ----- | ------------------ | -------------- | ------------- |
| ۱     | احمد یاسین         | ۱۰ دسامبر ۱۹۸۷ | ۲۲ مارس ۲۰۰۴  |
| ۲     | عبدالعزیز رنتیسی   | ۲۲ مارس ۲۰۰۴   | ۱۷ آوریل ۲۰۰۴ |
| ۳     | ؟                  | ۱۷ آوریل ۲۰۰۴  | ؟             |
| ۴     | اسامه مزینی        | ؟              | ۱۶ اکتبر ۲۰۲۳ |
| ۵     | محمد اسماعیل درویش | ۱۷ اکتبر ۲۰۲۳  | متصدی         |

### فهرست رئیس‌های دفتر سیاسی
این فهرست رئیس‌های دفتر سیاسی حماس از سال ۱۹۹۲ است.
| شماره | نام           | آغاز کار   | پایان کار     |
| ----- | ------------- | ---------- | ------------- |
| ۱     | موسی ابومرزوق | ۱۹۹۲       | ۱۹۹۶          |
| ۲     | خالد مشعل     | ۱۹۹۶       | ۶ مه ۲۰۱۷     |
| ۳     | اسماعیل هنیه  | ۶ مه ۲۰۱۷  | ۳۱ ژوئیه ۲۰۲۴ |
| ۴     | یحیی سنوار    | ۶ اوت ۲۰۲۴ | ۱۶ اکتبر ۲۰۲۴ |

## فهرست اعضای فعلی دفتر سیاسی
دفتر سیاسی، متشکل از ۱۵ عضو است که هر چهار سال یکبار توسط مجلس شورای حماس انتخاب می‌شوند. علاوه بر دفتر سیاسی اصلی، حماس، دارای دفتر سیاسی منطقه‌ای نیز هست که توسط چهار شورای منطقه‌ای، به نمایندگی از کرانه باختری، نوار غزه، فلسطینی‌های خارج از کشور و زندانیان فلسطینی در اسرائیل، انتخاب می‌شوند.

### فهرست اعضای دفتر اصلی
این فهرست فعلی اعضای دفتر سیاسی حماس است که از مه ۲۰۱۷ انتخاب شده‌اند.
- یحیی سنوار † (رئیس سابق)
- خلیل الحیه (معاون رئیس)
- اسماعیل هنیه X (رئیس اسبق)
- صالح العاروری X (معاون رئیس سابق)
- خالد مشعل
- موسی ابومرزوق
- نزار عوض‌الله
- حسام بدران
- صلاح البردویل X
- فتحی حماد
- زاهر جبارین
- هارون ابومحمد
- محمد نزال
- ابوخلیل القدس
- عزت الرشق
- ابوالعبد صلاح
- ماهر جواد صلاح
- سامح السراج X

### فهرست اعضای دفتر در نوار غزه
این فهرست فعلی اعضای دفتر سیاسی حماس در نوار غزه است که از مارس ۲۰۲۱ انتخاب شده‌اند.
- یحیی سنوار † (رئیس اسبق)
- محمد سنوار X (رئیس سابق)
- خلیل الحیه
- مروان عیسی X (معاون رئیس سابق)
- محمود زهار
- روحی مشتهی X
- سامح السراج X
- جمیله الشنطی X
- فاطمه شراب
- غازی حمد
- اسماعیل برهوم X
- سهیل الهندی
- زکریا ابو معمر X
- جواد ابو شماله X
- کمال ابو عون
- عصام دعالیس X

### فهرست اعضای دفتر در کرانه باختری
این فهرست فعلی اعضای دفتر سیاسی حماس در کرانه باختری که از مه ۲۰۱۷ انتخاب شده‌اند.
- زاهر جبارین (رئیس)
- صالح العاروری X (رئیس سابق)
- عزام الاقرا X
- سمیر فندی X
- خلیل الخراز X

### فهرست اعضای دفتر در خارج از کشور
این فهرست فعلی اعضای دفتر سیاسی حماس در خارج از کشور است که از مه ۲۰۱۷ انتخاب شده‌اند.
- خالد مشعل (رئیس)

### فهرست اعضای دفتر در بین زندانیان در اسرائیل
این فهرست فعلی اعضای دفتر سیاسی حماس در بین زندانیان در اسرائیل است که از مه ۲۰۱۷ انتخاب شده‌اند.
- سلامه کتاوی (رئیس)

## فهرست رهبران نظامی در غزه
| نام           | آغاز          | پایان         | دلیل پایان        |
| ------------- | ------------- | ------------- | ----------------- |
| صالح العاروری | ۱۹۹۱          |               |                   |
| صلاح شحاده    |               | ۲۲ ژوئیه ۲۰۰۲ | ترور توسط اسرائیل |
| محمد ضیف      | تابستان ۲۰۰۲  | ۱۳ ژوئیه ۲۰۲۴ | ترور توسط اسرائیل |
| محمد سنوار    | ۴ نوامبر ۲۰۲۴ | ۱۸ مه ۲۰۲۵    | ترور توسط اسرائیل |